# Lynne Karen Deutsch
Lynne Karen Deutsch (Chicago, 26 de noviembre de 1956- Acton, 2 de abril de 2004) fue una astrofísica estadounidense especializada en la astronomía de rayos infrarrojos y la fabricación de instrumentos para su estudio, a la que se debe el diseño y construcción de la siguiente generación de cámara infrarroja para telescopios terrestres. Como profesora destacó por su activa labor animando a las estudiantes a dedicarse a la ciencia, siendo referente y mentora para las jóvenes interesadas en desarrollar una carrera científica.

## Biografía

### Infancia y adolescencia
Hija de Víctor y Alisa Deutsch, Lynne Karen Deutsch nació en Chicago el 26 de noviembre de 1956. Vivió con su familia en Morton Grove (Condado de Cook, Illinois) hasta los 8 años, momento en que se trasladaron a Beverly Hills (California). Fue una niña extrovertida que jugaba al baloncesto y sobresalía en sus estudios. Se graduó en el Instituto de Beverly Hills con 16 años en tan solo tres años.

### Estudios superiores
En 1977 en Berkeley obtuvo la Licenciatura en Filosofía por la Universidad de California. Posteriormente, en 1981, retornó a Berkeley y obtuvo una segunda licenciatura, esta vez en Física. A continuación se incorporó como estudiante graduada y asistente de enseñanza al Instituto Tecnológico de Massachusetts (MIT) donde obtuvo un Máster de Ciencia en Física en 1983. Posteriormente asistió al programa de astronomía para graduados de la Universidad de Harvard, donde consiguió su Máster en Filosofía y Letras en 1985 y su Doctorado en Filosofía en 1990. Durante sus estudios de graduación, Lynne comenzó a fabricar artesanalmente instrumental capaz de captar la longitud de onda infrarroja media. Estos instrumentos estaban llamados a ser utilizados por observadores interesados en descubrir, identificar y estudiar emisiones procedentes tanto del Sistema Solar como de otras fuentes de nuestra galaxia y de fuera de ella. 
De 1990 a 1992 fue becaria de postdoctorado del Consejo de Investigación Nacional en el Centro de Investigación Ames de la NASA en Mountain View donde jugó un importante papel en el desarrollo de la Cámara Matriz de Infrarrojo Medio (MIRAC en su abreviatura en inglés) del Observatorio Astrofísico Smithsoniano y de la Universidad de Arizona, un muy conocido y cotizado instrumento utilizado frecuentemente en los estudios sobre Mercurio, Júpiter, la Luna, nebulosas planetarias, regiones de formación de estrellas, centro galáctico, jóvenes objetos estelares, y objetos extra-galácticos.

### Vida profesional
Tras abandonar el Centro de Investigación Ames de la NASA, Lynne ejerció la enseñanza entre 1993 y 1996 en el Smith College (Northampton) donde su docencia causó un positivo impacto en la investigación para estudiantes no licenciados, especialmente para las mujeres, ejerciendo una importante labor como mentora. En 1996 se incorporó al profesorado del Instituto para la Investigación Astrofísica de la Universidad de Boston donde enseñó principios de instrumentación y técnicas para estudiantes no licenciados y graduados. Durante el transcurso de su carrera en la facultad, recibió numerosas subvenciones y becas de investigación que se invirtieron en la continuación de sus trabajos científicos, en sus estudiantes y en sus adjuntos de postdoctorado. Fue investigadora principal del programa de instrumentación y tecnologías avanzadas de la Universidad de Boston conocido como MIRABU: una matriz de infrarrojo medio.
Tras los problemas de su salud a causa de la enfermedad sanguínea policitemia vera y las crecientes dificultades para mantener un horario de enseñanza a jornada completa, Lynne solicitó la excedencia en la Universidad de Boston y en 2001 regresó a la Universidad de Harvard y al Centro de Astrofísica (CfA) en calidad de asociada. Allí se convirtió en un miembro muy activo del Grupo Infrarrojo en la División OIR y del equipo IRAC/Telescopio Espacial Spitzer, participando en la preparación final del telescopio lanzado al espacio en agosto de 2003.
Su investigación en astronomía con infrarrojos cubrió múltiples áreas, incluyendo la formación de estrellas, nebulosas planetarias y protoplanetarias, objetos del sistema solar, medio interestelar y galaxias de luminosidad infrarroja. Su última investigación con la Cámara de Matriz Infrarroja (IRAC en su abreviación inglesa) en el Telescopio Espacial Spitzer se concentró en la formación de estrellas de elevada masa y la evolución afín del medio interestelar.
Durante su breve carrera publicó más de setenta y cinco artículos.
Murió el 2 de abril de 2004 tras una larga batalla contra la policitemia vera.

## Vida personal
Estuvo casada con el Doctor en Filosofía Douglas Sondak con quien tuvo un hijo, Reed Deutsch-Sondak. Además fue la organizadora y la figura de referencia para el Grupo de Apoyo Activo a los Padres en el distrito escolar de Acton (Massachusetts), gracias a cuya labor las familias pudieron comprender y defender mejor a sus niños con necesidades especiales.